# Carrer de Dalt (Puigverd de Lleida)
El Carrer de Dalt és una obra de Puigverd de Lleida (Segrià) inclosa a l'Inventari del Patrimoni Arquitectònic de Catalunya.

## Descripció
Carrer antic de la ciutat, d'arrels mores, estret i curt. Està vorejat de cases de planta baixa i dues plantes, on es pot apreciar el temps de construcció amb pedres a les plantes baixes i terra o obra arrebossada a la resta. Fusteries antigues, arcuacions a les golfes i teula àrab. Resultant un bon carrer antic només amb una mica de cura.

## Història
Pavimentació moderna de formigó.